# 电影艺术论
《电影艺术论》是前朝鲜最高领导人金正日于1973年发表的专著，被誉为介绍朝鲜电影的最权威著作。
该书针对电影制作、艺术等领域的实践工作提出开创性理论，其中有关文学的“人学”及“种子理论”最为重要，其中人学着重提及有价值美好生活的问题。艺术方面，专著强调真正独立的个人能促进社会变化。种子理论是朝鲜电影理论的精髓，以被称为“种子”的单一意识形态基础指导所有艺术创作，而种子在单一作品中是主题及思想的结合、政治宣传信息的基础。这些理论补充了电影的爱国主义主题及社会主义内容，成为朝鲜进行政治宣传支持朝鲜劳动党政策的理据。
专著对金正日接班金日成有重大政治意义，金正日本人凭借撰写该书，也在朝鲜社会及政府内部获得政治及文化影响力。然而，专著对朝鲜电影的影响力一直存在争议，专著出版前后的电影作品在风格上很相似，许多当代的电影作品甚至违背了专著中的规则。

## 背景

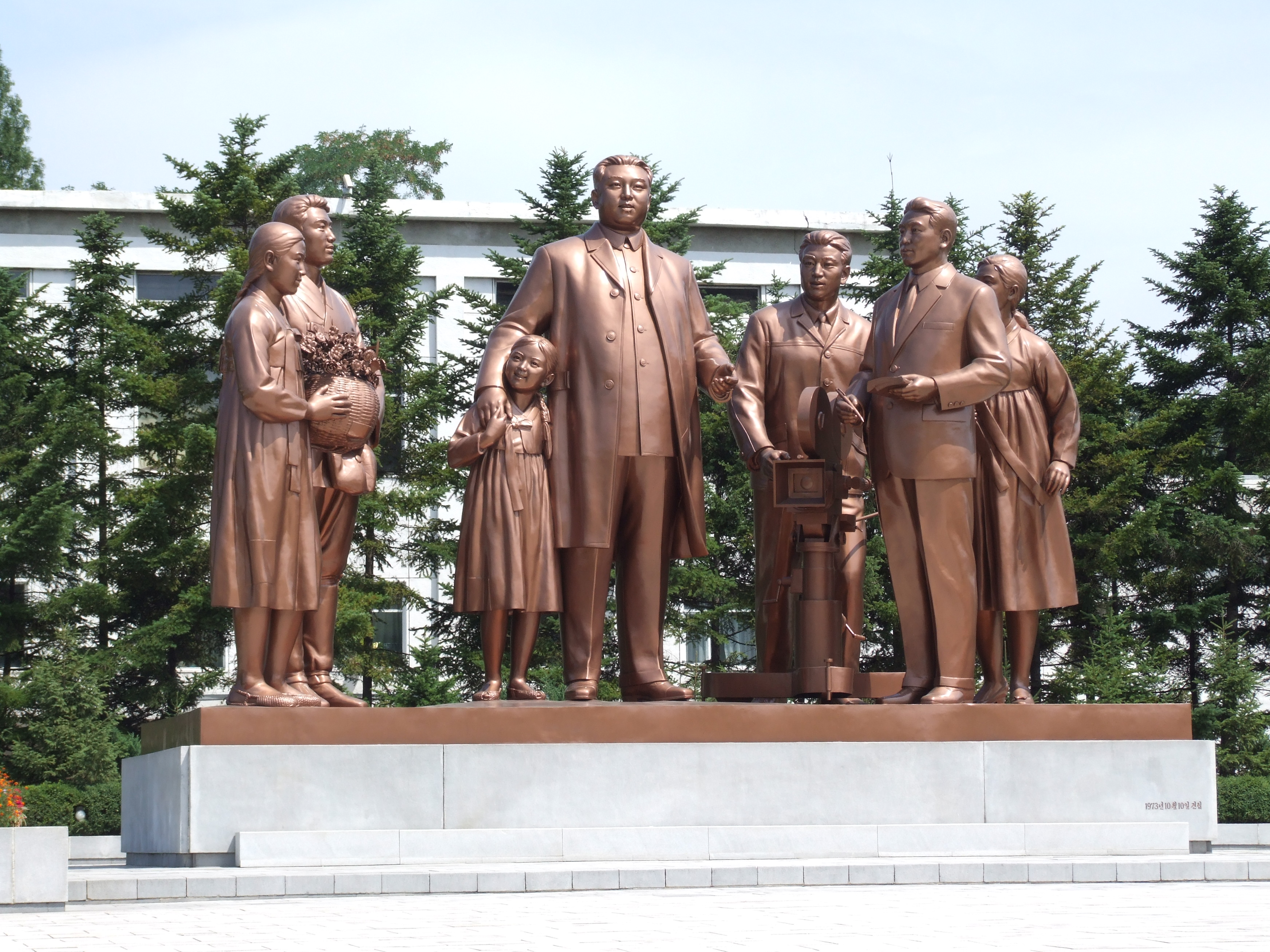
平壤电影制片厂的金日成雕像。《电影艺术论》重新提出金日成专门为电影提出的艺术理论。

金正日1964年从金日成综合大学毕业后，在朝鲜劳动党中央委员会组织指导部工作，从事文化、意识形态及政治宣传工作。众所周知，金正日一直以来都喜欢看美国好莱坞电影，但却禁止其他人在一年一度的重大电影会议美学评论会上讨论外国电影概念。之后他下令销毁会议的文档，敦促与会者在艺术作品专注于金正日及劳动党的教义。自那时起，金正日逐渐加强对电影及文学的管理，抵制苏联去斯大林化运动下形成的自由主义艺术。从1968年开始，金正日开始将发祥于1930年代的游击队戏剧改编成电影，莅临指导多部电影的制作，包括1969年的《血海》上下部、1970年的《自卫队员的命运》及1972年的《卖花姑娘》。之后，金正日开始创作朝鲜革命歌剧。此时，金正日已经在艺术管理部门工作了近10年。他又根据过去五年向导演及编剧发表的讲话，撰写一系列文章，这些文章于1973年4月11日集合成《电影艺术论》发表，成为他本人的首个重大著作。1970年代余下时间，金正日继续监督文化活动。

## 思想
在专著中，金正日将朝鲜主体思想意识形态用在解答电影、文学及艺术的问题上。在他看来，电影“革命化”是艺术及文学全盘革命化、让社会接受朝鲜劳动党唯一思想体系及主体思想的手法。依照社会主义现实主义文学理论及金日成的思想，金正日构建了所谓的主体思想现实主义文学。他的主要目标是利用英雄电影小说将人转变成为社会主义人，即主体思想式的人。
专著涉及电影的各个方面，包括电影理论和文学理论、演戏、表演、配乐、画面、摄影、服装、化妆及道具，特别强调导演及制作的主题是电影制作的驱动力。该书以朝鲜电影为例子，阐明概念，其中《血海》被提及的次数最多。《电影艺术论》展现了两个主要的理论，即文学理论“人学”及“种子理论”，两者为劳动党控制艺术创作提供合理依据。另外还有“模范理论”及“速度运动”等理论。遵守这些理论的作品会获得“集体作品”的称号。
电影制作人只有和广大民众一同生活，才能创作写实的电影，这个理论有点像韩国独立运动革命党人的思想。然而，“写实”意味着作品须完全崇拜领导人及主体思想，完全不是意大利新现实主义之类的传统现实主义电影。金正日认为当今朝鲜已经超越了阶级斗争，所以电影不应该描绘真正的冲突，除非是历史上的冲突及外部的冲突。这一点可以说是斯大林日丹诺夫主义的重申。另外，作品也不应该存在不同意党方针政策的“负面人物”。在电影中描绘朝鲜社会内部的冲突会被认为是批评政权。描绘历史主题的时候，应该有选择地展现历史传统，支持当下意识形态的需求，消除传统故事及传说中的“封建意识形态”。

### 文学人学论
金正日提出文学人学论，认为文学存在于人类领域。人学的关键主题是创造有价值的美好生活，允许宣传及道德艺术的存在。独立精神也是人学理论的主要概念。独立精神从形而上学层面来看，实质上是人类反抗压迫。从哲学上而言，独立精神由主体思想中讲求自由意志的非决定论观点决定。故事中的英雄就是独立精神的集大成者。在它看来，人学文学强调真正独立个人的发展，这是主体精神时代的迫切需求，促使社会整体发生转变。在朝鲜的文学作品中，独立精神成了政府控制文学创作、实施一国社会主义爱国主义政策的合理依据。

### 种子理论
种子理论构成《电影艺术论》及后来朝鲜整个电影理论的精髓。
种子理论被誉为“奇葩理论”，是逼迫艺术家遵循党的路线、消磨个人创意的手段。金正日认为电影等同于活着的有机体，种子就是它的内核。这个理论是说，如果艺术通过“种子”这个单一意识形态基础进行诠释，成品的电影就是完整的，意味着创意团体需要抛弃个人的性格或焦点，为了一个目标进行创作。导演的工作就是要防止种子以外的内容进入电影。因此，种子是潜藏在艺术创意背后的基础意识。更确切地说，种子是电影政治宣传信息的基础，是“亟待解释的强有力、令人信服的思想”。种子是作品主题及思想的集合，是形式与内容的提供者。通过这种能力，种子将马克斯列宁主义的“物质”、“主题”与“思想”等理论概念公冶一炉。电影应该为占统治地位的意识形态做贡献，用美学及叙事辅佐政治宣传消息。例如，电影《自卫队员的命运》的种子围绕主角甲龙面临的选择展开：在压迫下灭亡，或是为革命事业牺牲自己。这个种子可以归纳为，“不管甲龙参不参加革命运动，他都得死”。金正日认为剩余价值是卡尔·马克思《资本论》的种子。
种子理论对朝鲜文坛产生重大影响，金正日的专著还没有出版，朝鲜的作家便在经典作品中追溯种子。除了解答艺术的问题，种子理论还被范畴更大的工业及经济活动采用。

### 模范理论与速度运动
模范理论认为，解放斗争应该是国家与阶段斗争的结合，通过对朝鲜人民的偶像化描绘、塑造榜样产生。
速度运动是指加快电影制作进程。金正日认为，电影制作从快，整个革命进程就会加快。速度理论源于原计划制作一年的《自卫队员的命运》仅用40天就完成。《电影艺术论》出版后，速度运动被大力推崇，其中八集系列电影《无名英雄》（1979–1981）就是根据速度运动理论进行制作，每部电影只花45天制作。后来，速度运动更从艺术界拓展到经济领域。速度运动被认为与金日成的千里马运动同样重要，是与金正日的领导紧密相关的重要概念。

## 回响

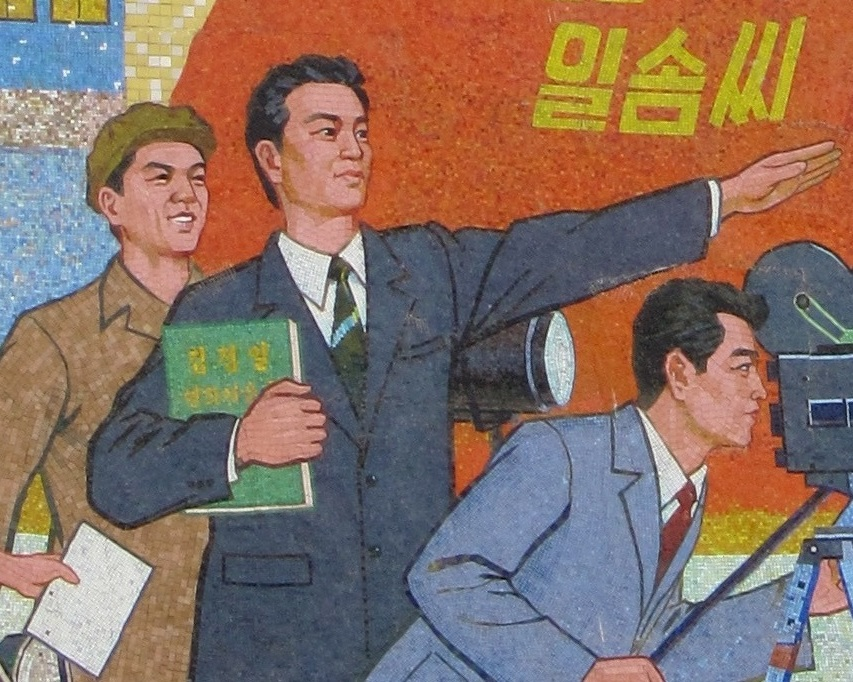
在这幅宣传画中，一位电影制作人手持《电影艺术论》。《电影艺术论》虽然被誉为朝鲜电影的权威，但它对电影制作的真正影响尚不明确。

尽管金正日的官方传记认为《电影艺术论》很复杂，极具原创，“有无可挑剔的逻辑支持”，但惠特妮·马利特（Whitney Mallett）觉得这本书无聊、重复。安娜·布罗诺夫斯基认为专著“臃肿、异想天开和笨重”。然而，大卫-威斯特（David-West）认为这部书“对文学文本的建设性元素提出了一些理解”。
专著被誉为朝鲜电影制作的最权威指南，但其真实影响力遭到质疑。约翰内斯·舍纳尔（Johannes Schönherr）认为专著没给朝鲜的电影带来什么新意，当中提及的许多理论非原创且浅显，特别是对有电影制作背景的专业观众来说，尽管金正日的目标群体是他们。再加上专著发表前后的电影明显雷同，恰恰证明对朝鲜电影产业的实际影响有限。而当代朝鲜电影的重复、慢剪辑风格及陈旧的戏剧表演，都和《电影艺术论》的教义背道而驰。朝鲜电影的任何变化都是政治和经济压力所致。专著未提出新主意，反倒重新强调金日成认为电影对艺术的重要性、是政治宣传工具的思想。这部书没有教授突破性理论，而是对金正日在电影行业经历的技术，试图掩盖他曾出现的“轻率”。
金正日自认为这本专著是失败之作，产出的电影在国内叫好叫座，到了国外却受尽嘲笑。朝鲜电影的质量比不过外国电影，特别是韩国电影。这促使他在1978年绑架了韩国知名导演申相玉。申相玉与演员妻子崔银姬在朝鲜度过了残酷的八年岁月。尽管如此，申相玉研习《电影艺术论》，请求金正日给他拍摄怪兽片《平壤怪兽》，将自己列为执行制片人。金正日很喜欢这部电影，还让夫妇俩去维也纳旅游，希望两人在那里就续集进行谈判。结果，两人用这次机会逃到美国。
从政治层面看，专著十分成功。《电影艺术论》撰写的时候，金日成正在为金正日继承大业，在体制内部集气。金正日通过撰写这本书，获得社会及政治权力，增强父亲的自信，保证继位成功。金正日之后陆续撰写艺术专著，直至1990年代，包括《歌剧艺术论》（1974）、《戏剧艺术论》（1988）、《舞蹈艺术论》（1990）、《音乐艺术论》（1991）、《美术论》（1991）、《建筑论》（1991）、《主体思想文学论》（1992）和《马戏论》（1993）。
《电影艺术论》是朝鲜文学专业学生的必读物。朝鲜电影制作人必须研习乃至背诵这本书。专著还影响韩国在光州民主化運動后产生的人民电影运动。作品还在朝鲜半岛以外地区产生影响。澳大利亚导演安娜·布罗诺夫斯基执导纪录片《解构朝鲜电影》，讲述遵照金正日执导制作的政治宣传电影是如何制成的。丹麦纪录片导演麦兹·布吕格在《红色礼堂》中不断从专著中汲取艺术指导。

## 发行细节

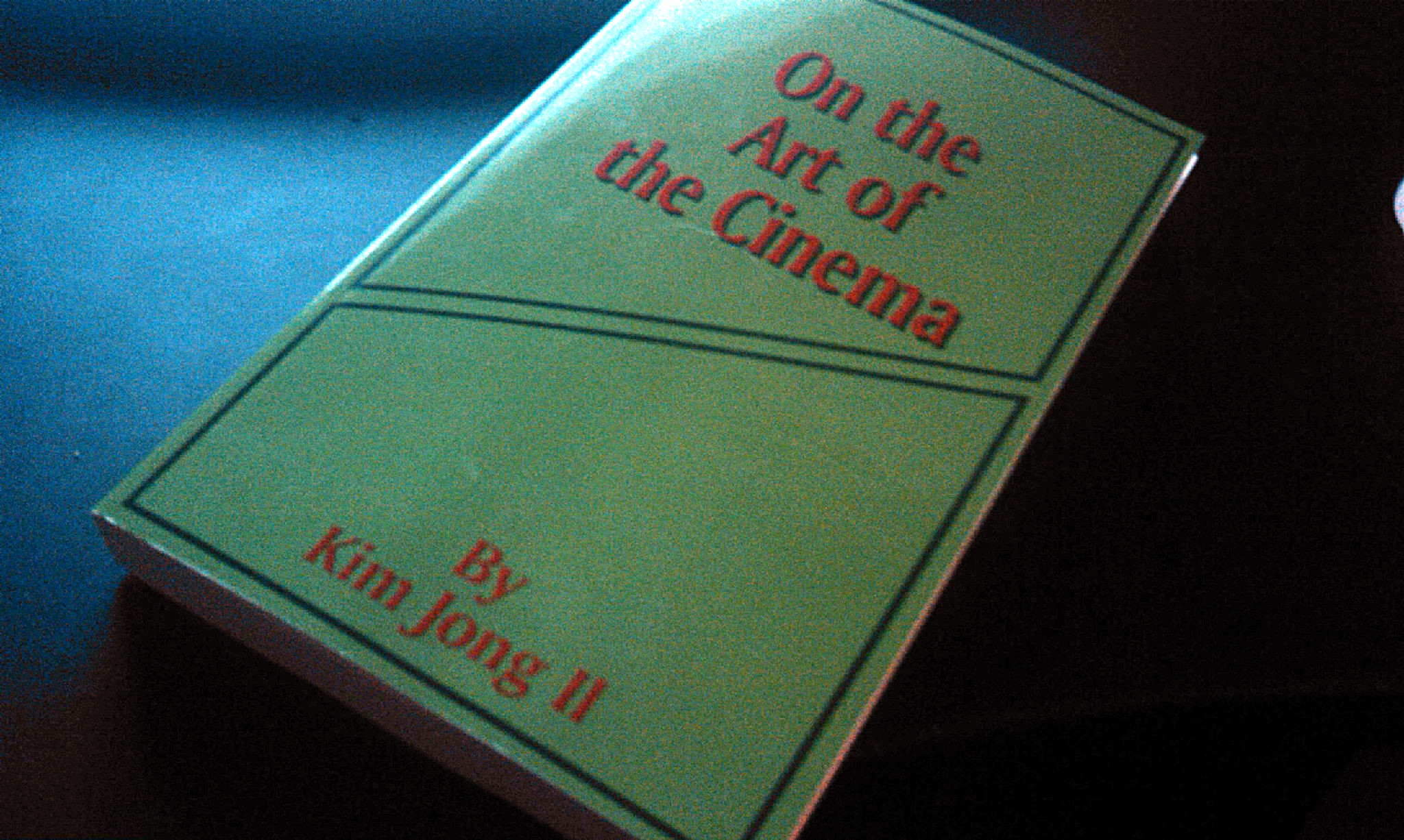
太平洋大学出版社重印版

专著入选《金正日选集》第5册精装版。专著前三章《生活与文学》、《电影与导演》、《角色与演员》被分别出版。英文版重印版由太平洋大学出版社发行。英文版未收录《巨作创作中出现的一些问题》（1968）、《让我们创作更改编自社会主义生活的革命电影》（1970）及《论巨作〈自卫队员的命运〉的意识形态及文学特征》（1970）三篇在1977年原版中出现的演讲。
专著被翻译成阿拉伯文、中文、英文、法文、德文、俄文和西班牙文。

## 延伸阅读
- . Pyongyang: Korea Film Export & Import Corporation. 1998. OCLC 272459555.
- Kim Jong-il.  (PDF). Pyongyang: Foreign Languages Publishing House. 1974  [2021-11-25]. OCLC 869091334. （原始内容存档 (PDF)于2021-11-06）.
- —.  (PDF). Pyongyang: Foreign Languages Publishing House. 1988  [2021-11-25]. （原始内容存档 (PDF)于2019-02-24）.
- —.  (PDF). Pyongyang: Foreign Languages Publishing House. 1991  [2021-11-25]. （原始内容存档 (PDF)于2020-06-17）.
- —.  (PDF). Pyongyang: Foreign Languages Publishing House. 1991  [2021-11-25]. （原始内容存档 (PDF)于2019-02-24）.
- —.  (PDF). Pyongyang: Foreign Languages Publishing House. 1991  [2021-11-25]. （原始内容存档 (PDF)于2021-10-08）.
- —.  (PDF). Pyongyang: Foreign Languages Publishing House. 1992  [2021-11-25]. （原始内容存档 (PDF)于2021-06-16）.
- —.  (PDF).  1. Pyongyang: Foreign Languages Publishing House. 1992: 331–363 [1968]  [2021-11-25]. OCLC 152423072. （原始内容存档 (PDF)于2020-07-05）.
- —.  (PDF).  2. Pyongyang: Foreign Languages Publishing House. 1995: 69–99 [1970]  [2021-11-25]. OCLC 221977168. （原始内容存档 (PDF)于2020-07-05）.
- —.  (PDF).  2. Pyongyang: Foreign Languages Publishing House. 1995: 10–39 [1970]  [2021-11-25]. OCLC 221977168. （原始内容存档 (PDF)于2020-07-05）.
- —.  (PDF).  10. Pyongyang: Foreign Languages Publishing House. 1999: 283–402 [1990]  [2021-11-25]. OCLC 867581995. （原始内容存档 (PDF)于2021-04-16）.